# Balerna
Balerna is een gemeente en plaats in het Zwitserse kanton Ticino, en maakt deel uit van het district Mendrisio.
Balerna telt 3507 inwoners.